# Can Camilo Torrellas
Can Camilo Torrellas és un edifici del municipi de Tossa de Mar (Selva). És un edifici de quatre plantes, entre mitgeres, cobert amb una teulada plana o aterrossada. L'immoble està ubicat al costat esquerre del carrer La Guàrdia. Aquest edifici pertanyia a la família Torrellas, la qual ostentava una gran riquesa com a grans terratinents de la vila que eren. Tanmateix es van arruïnar i van acabar marxant del poble, passant la casa a mans del senyor Capdevila-Mas. Forma part de l'Inventari del Patrimoni Arquitectònic de Catalunya.

## Descripció
L'immoble està estructurat internament basant-se en tres crugies. La planta baixa consta de tres obertures, és a dir el portal d'accés d'arc carpanell rebaixat amb un emmarcament de pedra treballat a diferents nivells i ornat amb una franja interior de flors que recorre tot el perímetre interior. Remata el portal un gran escut de pedra que tanca en el seu interior el número 19, en sintonia amb l'emplaçament que ocupa l'immoble en el carrer la Guàrdia.
El portal es troba flanquejat simultàniament per dues grans obertures rectangulars - una per banda-, les quals estan intensament impregnades pel lèxic clàssic. Així ho evidencia clarament l'emmarcament arquitectònic de què són objecte, amb aquestes pilastres llises coronades amb capitells d'acant, que per cert presenten una resolució bastant encertada i estilitzada, i rematades per un fris amb un gran motiu floral i circular al centre.
El primer i segon pis han estat resolts partint del mateix esquema formal, que consisteix en l'aplicació de tres obertures per pis. Les quatre finestres corresponents a les dues crugies laterals, presenten la mateixa tipologia i resolució plàstica, és a dir quatre grans obertures projectades com a balconades amb les seves respectives balustrades de pedra, les quals evidencien un aspecte molt sòlid i robust i que estan ornades amb elements característics del lèxic clàssic. Unes balustrades, per cert, que descansen sobre unes poderoses mènsules de tall vegetal. Paral·lelament les finestres estan emmarcades amb pilastres llises, coronades amb capitells jònics complementats per la presència de fulles d'acant, que per cert presenten una resolució bastant tosca i poc àgil, i rematades per un fris amb un gran motiu circular al centre.
En la crugia central sobresurt especialment la sumptuosa tribuna, la qual és fruit de la conjugació de diversos elements fonamentals. Així en primer lloc, tenim les tres grans i poderoses mènsules de tall vegetal que sustenten la pesant tribuna. Seguidament trobem la robusta balustrada de pedra, ornada amb medallons de pedra lobulats, la qual simultàniament actua com a basament pel tercer element que entra en escena, com són les esveltes i fines columnes que són el resultat de l'assemblatge de quatre fusts. Unes columnes rematades per uns capitells de tall vegetal i de base octogonal dels quals arrenquen els esplèndids arcs ogivals. Tanca i culmina, finalment, tot el conjunt un magnífic fris corregut de tall vegetal, compost per múltiples fulles i flors, que genera a la vista un efecte frondós.
Paral·lelament la tribuna actua com ho fa una mènsula, és a dir com a suport de la balustrada de pedra de la finestra superior, ja que sobre ella descansa tot el pes. Tanca l'immoble en la part superior el quart pis, el qual per les seves reduïdes dimensions podria actuar com a altell o golfes. Per l'aspecte novador que presenta aquest quart pis a simple vista, tot fa pensar que la seva factura és relativament moderna.